# Gouverneur (Timor Timur)
| Gouverneure der Provinz Timor Timur |                                     |                                   |
|                                     | Arnaldo dos Reis Araújo (APODETI)   | 4. August 1976–1978               |
|                                     | Guilherme Maria Gonçalves (APODETI) | 1978–1982                         |
|                                     | Mário Viegas Carrascalão (UDT)      | 18. September 1982 – Juni 1992    |
|                                     | José Abílio Osório Soares (APODETI) | 11. September 1992 – Oktober 1999 |

Der Gouverneur war nominell das Oberhaupt und repräsentierte die Exekutive der indonesischen Provinz Timor Timur. Dabei handelte es sich um das von Indonesien zwischen 1975 und 1999 besetzte Osttimor.

## Hintergrund
Unter der Diktatur von Suharto wurden die Gouverneure der Provinzen Indonesiens durch den Präsidenten für fünf Jahre ernannt und vom Volksvertretungsrat der Republik Indonesien (DPR) bestätigt. Später entschied der Rat der Volksrepräsentanten der Provinz (indonesisch Dewan Perwakilan Rakyat Daerah DPRD) über die Besetzung des Gouverneurs. Während in anderen Provinzen oftmals ehemalige oder aktive Offiziere als Gouverneure fungierten, waren alle indonesischen Gouverneure in Timor Timur Zivilisten und stammten aus Osttimor.
Ein Vizegouverneur fungierte als Stellvertreter. Daneben gab es drei Assistentgouverneure, die für jeweils eine Region Timor Timurs zuständig waren. Einer Ostregion mit Baucau als Zentrum, einer Zentralregion mit dem Hauptort Gleno und einer Westregion mit Verwaltungssitz in Maliana.

## Geschichte

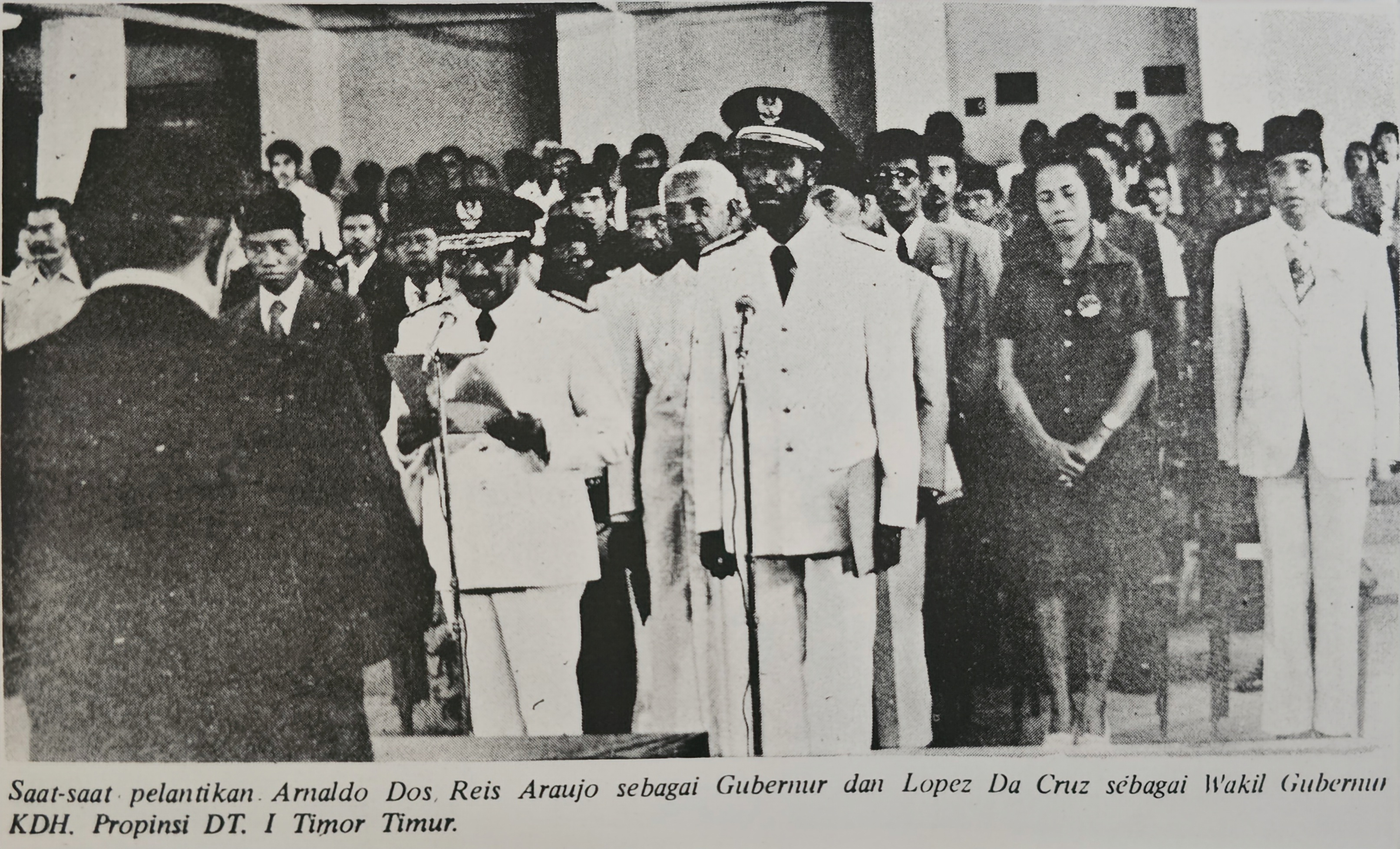
Vereidigung von Arnaldo dos Reis Araújo als Gouverneur und Francisco Lopes da Cruz als Vize (1976)

Arnaldo dos Reis Araújo (APODETI) war bereits 1975 Präsident der von Indonesien nach der Invasion aufgestellten Provisorischen Regierung Osttimor (PGET, indonesisch Pemerintah Sementara Timor Timur PSTT). De facto hatte diese Marionettenregierung aus Mitgliedern der APODETI und UDT aber keinerlei Macht angesichts der Dominanz durch das indonesische Militär. Nach dem offiziellen Vollzug der Annexion durch Indonesien wurde Araújo zum Gouverneur ernannt. Bereits 1978 verlor er aber seinen Posten, nachdem er in einem Interview Indonesien kritisiert hatte:

„Die Regierung zeigt große Aufmerksamkeit [für Osttimor], aber leider ist sie nicht auf die Osttimoresen gerichtet. Es ist wie in der portugiesischen Kolonialzeit: Das Geld kam aus Portugal und war für die Menschen in Osttimor bestimmt, um dann im Namen von Privatpersonen, die von Portugal selbst geschickt worden waren, nach Portugal zurückgeschickt zu werden. (...) [Die indonesische Regierung solle] so schnell wie möglich eine normale Situation schaffen und den Terror, die unkontrollierten Macht, die Willkür, die Selbstjustiz, Gesetzlosigkeit, Wirtschaftsmonopolen und so weiter, ähnlich wie zu der Zeit des portugiesischen Kolonialismus, beenden.“

Sein Nachfolger wurde Guilherme Maria Gonçalves (APODETI), der ebenfalls vorzeitig abtreten musste, nachdem es mit Oberst A. Paul Kalangi, dem Sekretär der Regionalverwaltung (Sekretaris Wilayah Daerah, Sekwilda), zum Disput über den Anteil der Kaffeesteuer für die örtliche Regierung kam. Der Sekwilda hatte durch die Kontrolle über den Haushalt der Provinz gegenüber dem Gouverneur die größere Macht in der Provinz.

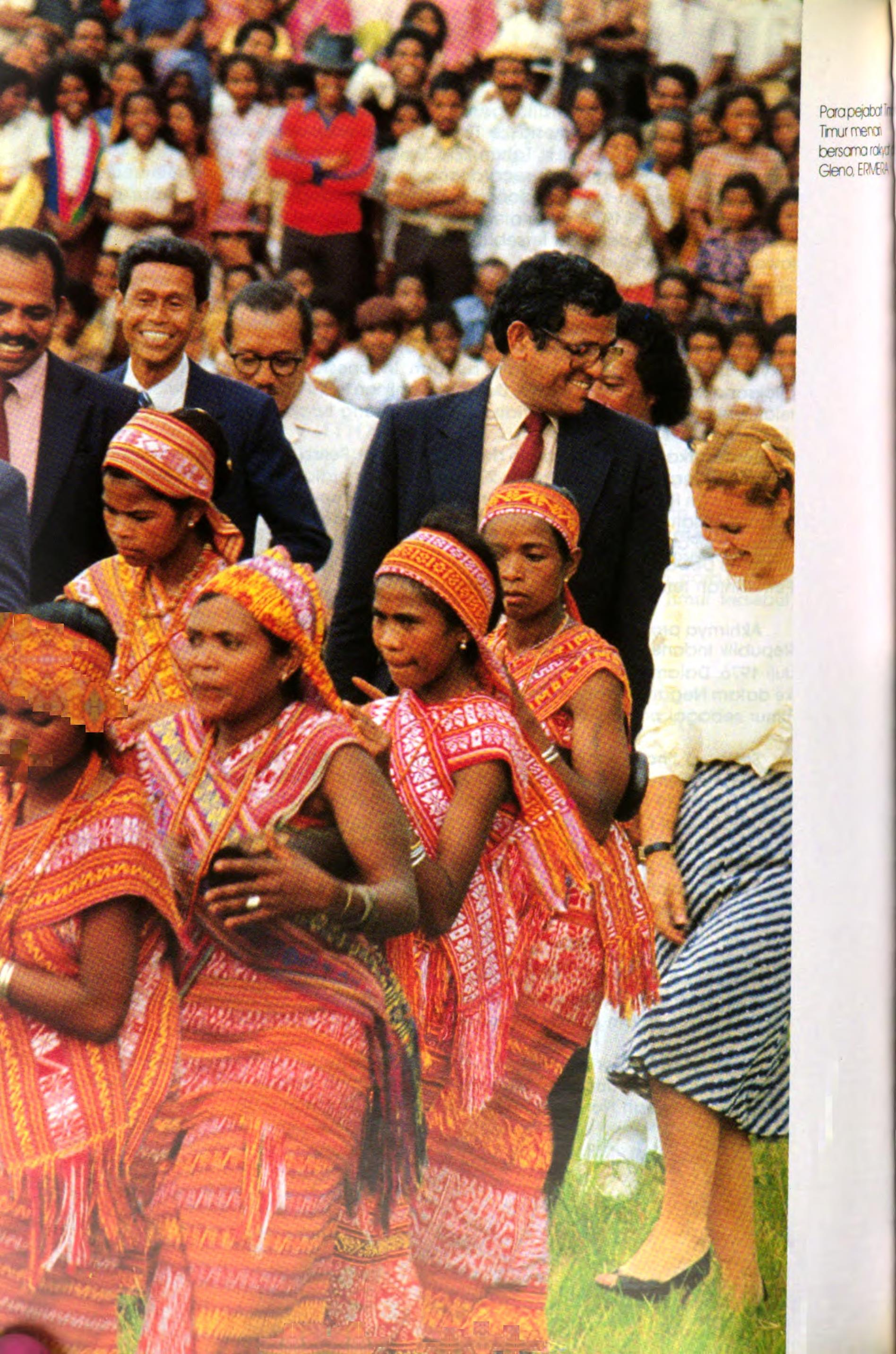
Gouverneur Carrascalão (1986)

Vom 18. September 1982 bis zum Juni 1992 war Mário Carrascalão (UDT) Gouverneur. In seiner Amtszeit normalisierte sich die Zivilverwaltung und 1988 wurde die Isolation von Timor Timur aufgehoben. Das Territorium galt nun als völlig normale indonesische Provinz. Auch das Militär reduzierte seinen Einfluss. Zudem gelang es ihn A. Paul Kalangi ablösen zu lassen und damit eine wirkliche Kontrolle über die Provinz zu bekommen. Im September 1987 wurde Carrascalão vom DPRD für eine zweite Amtszeit mit 43 Stimmen bestätigt. Seine Gegenkandidaten António Freitas Parada und Fernão Verdial erhielten jeweils nur drei Stimmen. Nachdem Carrascalão nach zwei Legislaturperioden aufgrund der Gesetzeslage nicht mehr kandidieren durfte, übernahm José Abílio Osório Soares (APODETI) 1992 als letzter Gouverneur für zwei Amtszeiten das Amt. Seine Kandidatur hatte Suhartos Schwiegersohn Oberstleutnant Johannes Suryo Prabowo unterstützt, der mehrfach in Osttimor im Einsatz war. Soares blieb bis zum Ende der Besatzungszeit 1999 im Amt.
Während der zweiten Amtszeit von Soares ab September 1997 wurde seine Verwicklungen in Korruptionsfälle in Verbindung mit der familieneigenen Firmengruppe Anak Liambau Group so massiv, dass sogar der Vizegouverneur Johannes Suryo Prabowo aus Protest 1998 zurücktrat. Nach der Abdankung Suhartos im Mai 1998 kam es in Osttimor zu schweren Demonstrationen aufgrund der Korruptionsvorwürfe gegen Soares. Gleichzeitig stieg der öffentliche Druck, der ein Unabhängigkeitsreferendum forderte.
Soares beteiligte sich maßgeblich an dem Aufbau der pro-indonesischen Milizen, die im ganzen Land im Umfeld der Volksabstimmung über die Unabhängigkeit Osttimors vom 30. August 1999 Angst und Terror verbreiteten und nach der Bekanntgabe des Ergebnisses für eine Unabhängigkeit von Indonesien zusammen mit indonesischen Sicherheitskräften mit der Operation Donner eine massive Vergeltungsaktion gegen die Bevölkerung und die Infrastruktur durchführten. Mit der Intervention (INTERFET) am 20. September 1999 und der Machtübernahme durch die Vereinten Nationen (UNTAET) am 27. September, die später Osttimor in die Unabhängigkeit führten, wurde Soares abgesetzt.